# Акула-алігатор
Акула-алігатор (Echinorhinus brucus) — вид акул родини зоряношипі акули (Echinorhinidae) ряду катраноподібні (Squaliformes).

## Поширення
Акула-алігатор поширена у субтропічних та помірно теплих водах біля берегів Південної Африки, вздовж південного узбережжя Австралії (до Нової Зеландії), біля Японських та Гавайських островів, біля американського континенту від Каліфорнії до Перу.

## Опис

### Розмір
Максимальний розмір тіла — 310 см, при вазі 200 кг, зазвичай не перевищує 2 м. Самиці більші за самців, що характерно для всіх акул.

### Зовнішність
Тіло у акул-алігатора масивне та м'яке, веретеноподібної форми. Морда коротка та приплюснута. Зябрових щілин п'ять пар. Ніздрі широко розставлені, спереду мають короткі закрилки. Ззаду очей розміщені невеликі бризкальця. Спинний плавець зсунутий до хвостового. Хвостовий плавець із збільшеною верхньою лопастю. Анальний плавець відсутній. Дуже великі черевні плавці.

### Зуби
Зуби верхньої та нижньої щелепи однакові, з центральною вершиною і однією та кількома боковими. Вони мають нахил до кутиків рота (від центру щелеп), утворюючи боковою поверхнею ріжучу кромку. Верхня щелепа має 20-26 зубів, нижня — 22-26 зубів.

### Забарвлення
Забарвлення тіла темно-сіре, оливкове, фіолетове, чорне або коричневе з металевим відблиском на спинній стороні. Інколи покрита темними дрібними крапинками. Черевна сторона світло-коричнева або сіра. Ніжна шкіра покрита великою плактоїдною лускою у формі зірок.

## Спосіб життя
Веде глибоководний донний спосіб життя, хоча інколи зустрічається і у верхніх шарах води. Найчастіше виловлюють на глибині 250—900 м на континентальному шельфі або на приострівному схилі.

### Поведінка
Це одинокий хижак, рухається повільно. Міграцій не здійснює, але за здобиччю може гнатися на поверхню. Великих угрупувань не утворює.

### Живлення
Акула-алігатор полює на малорухливу рибу, дрібних акул, скатів, а також на різних безхребетних — ракоподібних та молюсків.

### Розмноження
Є яйцеживородним видом. У приплоді 15-24 дитинчат, 40-50 мм завдовжки.

## Використання
М'ясо цієї риби їстівне, але промисел не ведеться через рідкісність та одинокий спосіб життя. Є об'єктом спортивного рибальства. У Південній Африці органи та м'ясо використовується у народній медицині.